# Christa Hintermaier
Christa „Christl“ Hintermaier (* 30. Januar 1946 in Bad Reichenhall) ist eine ehemalige deutsche Skirennläuferin.

## Biografie
Hintermaier nahm zweimal an Weltmeisterschaften und einmal an Olympischen Winterspielen teil. Bei den Weltmeisterschaften 1966 in Portillo erzielte sie Rang 13 im Riesenslalom und Platz 25 im Slalom. Bei den Weltmeisterschaften 1970 in Gröden wurde sie 16. im Slalom, 18. in der Abfahrt, 23. im Riesenslalom und damit 13. in der Kombinationswertung. Bei den Olympischen Winterspielen 1968 in Grenoble, die auch als Weltmeisterschaften gewertet wurden, erreichte sie Platz 16 im Slalom.
Ihr bestes Resultat im Weltcup war ein zehnter Platz im ausfallreichen Slalom von Oberstaufen am 3. Januar 1970. Dies war gleichzeitig ihre einzige Platzierung in den Weltcuppunkterängen. Bei den Deutschen Alpinen Meisterschaften wurde Hintermaier viermal Zweite. Dreimal belegte sie den dritten und fünfmal den vierten Rang.

## Erfolge

### Olympische Winterspiele
(zählten auch als Weltmeisterschaften)
- Grenoble 1968: 16. Slalom

### Weltmeisterschaften
- Portillo 1966: 13. Riesenslalom, 25. Slalom
- Gröden 1970: 13. Kombination, 16. Slalom, 18. Abfahrt, 23. Riesenslalom

### Weltcup
- Eine Platzierung unter den besten zehn